# Isarn
Isarn Tercer Vescomte de Vilamur. El vescomte Ató en morir el va succeir el seu fill Bernat I, que, probablement, era menor d'edat. Segurament qui va ocupar les funcions vescomtals fou Isarn parent seu, del qual no s'ha pogut establir la relació amb els vescomtes. Isarn va portar el títol de vescomte del 1032 a 1035, pertanyia al tronc dels Vallferrera; la seva filla Ermengarda fou dotada amb l'alou de Romadriu.